# Szocialista heraldika

A Szovjetunió címere 1956 és 1991 között.

A szocialista heraldika vagy gyakran kommunista heraldika a címerábrázolás egy sajátos formája, amit elsősorban szocialista berendezkedésű országokban használnak. Jellegzetes karakterei a kommunizmus szimbólumának számító vörös csillag, sarló és kalapács, illetve a búzakoszorú. Bár a köznyelvben címernek nevezik, de heraldikai értelemben nem tekinthető annak, mivel az esetek többségében hiányzik a címer alapját adó pajzs. Ennek oka, hogy a kommunista országok vezetői szándékosan határolódtak el az európai heraldika hagyományos formáitól, mivel az általuk leváltott monarchiák címerei gyakran az uralkodóházakat szimbolizálták.
A Szovjetunió volt az első állam, melynek a szocialista heraldika alapján tervezték meg a címerét 1922-ben. A stílus világszerte a II. világháborút követően terjedt el, amikor több szocialista berendezkedésű állam jött létre. Ráadásul néhány nem kommunista vezetésű ország is adoptálta a stílust például azért, mert kommunista segítséggel harcolták ki a függetlenségüket. A Szovjetunió felbomlásakor, a kelet-európai országok 1989 és 1991 között elhagyták a stílust és a szocialista állami jelképeket lecserélték a hagyományos értelemben vett korábbi címerekre.

## Története
Az 1917-es forradalmat követően megalapított Szovjetunióban sajátos nemzeti jelképeket hoztak létre. A szovjet vezetők nem kívánták folytatni azokat a régi heraldikai gyakorlatokat, melyek a korábbi korokra emlékeztettek. A Szovjetunió címeréből így hiányoztak a hagyományos heraldikai jegyek, mint a pajzs, korona, vagy a palást. A stílust később követték más kommunista országok is, melyek szintén a dolgozó népre szerették volna fordítani a figyelmet.
Néhány kommunista országban a szocialista heraldikát sosem adoptálták teljesen. A Lengyel Népköztársaságban megtartották a hagyományos címert, azzal a különbséggel, hogy eltávolították a fehér sas fejéről a koronát. A Magyar Népköztársaság 1949-es megalakulásakor új címert vezettek be, az úgynevezett Rákosi-címert, amit 1957-ben felváltott a Kádár-címer. A két címer között alapvetően az volt a különbség, hogy utóbbi tartalmazott egy piros, fehér és zöld nemzeti színű pajzsot. Csehszlovákia 1948-ban vált kommunista országgá, de az ország eredeti címere 1961-ig használatban volt. Ekkor egy nem hagyományos címerre cserélték, melyen az oroszlán fejéről eltávolították a koronát és helyette felkerült a vörös csillag. Néhány jugoszláv tagköztársaság is  használt a címerében pajzsot, akárcsak két szovjet tagköztársaság az Orosz SZSZSZK és az Ukrán SZSZK.

## Jellegzetes karakterek
- Vörös csillag
- Sarló és kalapács
- A címert körbeölelő búza vagy más termesztett növényt ábrázoló koszorú, ami a mezőgazdaságot hivatott szimbolizálni
- A koszorút átfonó szalag nemzeti és vörös színekkel ellátva, gyakran feliratot tartalmazva
- A Föld
- Tájak
- Felkelő Nap
- Fegyverek (géppuska, kard)
- Az ipart szimbolizáló kiegészítők, mint például fogaskerék, gyárkémény, olajfúrótorony, villanyoszlop
- Az értelmiséget jelképező könyvek

## Napjainkban
A keleti blokk felbomlását követően a kelet-európai országok rendre lecserélték a szocialista címereket a korábbi hagyományos címerekre. Az Oroszországi Föderáció megalakulásakor (A Szovjetunió jogutódja) az Oroszországi SZSZSZK címerét használta némi módosítással 1993-ig, amikor elfogadták az új orosz címert. A kisebb változtatás annyit jelentett, hogy az RSZFSZR (РСФСР) feliratot Oroszországi Föderációra (Российская Федерация/Rosszijszkaja Federacija) cserélték. Fehéroroszország címerét 1995-ben népszavazást követően fogadták el és lecserélték az 1991 és 1995 között használt, a hagyományos heraldikai elvárásoknak megfelelő állami címert. Az új belarusz címer lényegében a szovjet időkben használt címer újratervezett változata.
Észak-Macedónia a jugoszláv időkből megőrizte a szocialista kinézetű címerét, annyi különbséggel, hogy 2009-ben lekerült róla a vörös csillag. A szocialista heraldikát továbbra is alkalmazza néhány ország, mint például Észak-Korea, a Kínai Népköztársaság és Laosz. Afrikában Angola, Mozambik és Bissau-Guinea is szocialista heraldika alapján tervezte meg a címerét. A vitatott státuszú Dnyeszter Menti Köztársaság címere a szovjet időkre emlékeztet, annak ellenére, hogy nem minősül szocialista államnak.

## Galéria

### Jelenlegi címerek

#### Marxista–leninista államok

A Kínai Népköztársaság címere (1950–napjainkig)
Laosz címere (1992–napjainkig)
Vietnám címere (1976–napjainkig), korábban Észak-Vietnám (1955–1976)

#### Nem marxista–leninista államok

Angola címere (1990–napjainkig)
Fehéroroszország címere (1995–napjainkig)
Bissau-Guinea címere (1973–napjainkig)
Észak-Korea címere (1993–napjainkig)
Észak-Macedónia címere (2009–napjainkig)
Mozambik címere (1990–napjainkig)
Tádzsikisztán címere (1993–napjainkig)
Üzbegisztán címere (1992–napjainkig)

Vitatott státuszú államok

A Luganszki Népköztársaság címere (2014–napjainkig)
A Dnyeszter Menti Köztársaság címere (1991–napjainkig)

### Történelmi címerek

#### Európa

Az Albán Népi Szocialista Köztársaság címere (1946–1991)
A Bolgár Népköztársaság címere (1971–1990)
A Jugoszláv Szocialista Szövetségi Köztársaság címere (1963–1992)
A Magyar Népköztársaság címere (1949–1956)
A Magyar Népköztársaság (1957–1989) és a Magyar Köztársaság címere (1989–1990)
A Német Demokratikus Köztársaság címere (1950–1953)
A Német Demokratikus Köztársaság címere (1955–1990)
Az Oroszországi Föderáció címere (1992–1993)
A Román Szocialista Köztársaság címere (1965–1989)
A Szovjetunió címere (1956–1991)
Az Ukrán SZSZK (1949–1991) és Ukrajna címere (1991–1992)

#### Afrika

A Benini Népköztársaság címere (1975–1990)
Burkina Faso címere (1984–1987)
Az Etiópiai Derg címere (1975–1987)
Az Etióp Népi Demokratikus Köztársaság címere (1987–1991)
A Kongói Népköztársaság címere (1970–1992)
A Madagaszkári Demokratikus Köztársaság címere (1975–1992)
A Zöld-foki Köztársaság címere (1975–1992)

#### Ázsia

Az Iraki Köztársaság címere (1959–1965)
A Demokratikus Kambodzsa címere (1975–1979)
A Kambodzsai Népköztársaság címere (1979–1989)
A Kirgiz SZSZK (1948–1991) és Kirgiz Köztársaság címere (1991–1994)
Laosz címere (1975–1991)
A Mongol Népköztársaság címere (1960–1991)